# Негрете, Педро Селестино
Пе́дро Селести́но Негре́те-и-Фа́лья (исп. Pedro Celestino Negrete y Falla; 14 мая 1777, Карранса, Страна Басков, Испания — 11 апреля 1846, Бордо, Франция) — испано-мексиканский политический и государственный деятель, член триумвирата Временного правительства Мексики, управлявший территорией Мексики с 1 апреля 1823 года по 10 октября 1824 года, в период между падением Первой Мексиканской империи и образованием Первой Мексиканской республики.

## Биография
Испанского происхождения. Служил в армии. В 1802 году отправился в Новую Испанию, где в качестве лейтенанта фрегата преследовал каперов. В 1808 году произошло восстание купцов, которое вынудило Негрете покинуть страну и вернуться в 1810 году, чтобы присоединиться к армии роялистов и сражаться против повстанцев. В 1811 году он стал полковником армий, позже был произведен в чин бригадира. Участник Войны за независимость Мексики
Сторонник генерала Итурбиде, поддержал его Игуальский план. Был близким соратником Итурбиде, когда тот был императором, а позже оказал на него давление, чтобы тот отрёкся от мексиканской короны.
31 марта 1823 года для управления страной Конституционный конгресс избрал триумвират в составе Николаса Браво Руэда, Гуадалупе Виктории и Педро Селестино Негрете. В связи с тем, что Браво и Виктория в тот момент отсутствовали в столице, для их замены были избраны Мигель Домингес и Хосе Мариано Мичелена. Временная исполнительная власть была создана для того, чтобы призвать бывшие провинции, а теперь — Свободные Штаты, к созданию Федеральной республики, а также организовать выборы нового Конституционного конгресса.
9 января 1827 года в Мехико был раскрыт заговор с целью восстановления Фердинанда VII на посту короля Новой Испании. В заговоре приняли участие генералы Негрете и Хосе Антонио де Эчаварри. Военный министр генерал Мануэль Гомес Педраса приказал их арестовать и отдать под суд, чтобы расстрелять, приговор был заменён ссылкой. Дон Педро отправился в Нью-Йорк, а затем в Бордо (Франция), где и скончался 11 апреля 1846 года в возрасте 68 лет.